# 73e régiment d'infanterie territoriale
Le 73e régiment d'infanterie territoriale est un régiment d'infanterie de l'armée de terre française qui a participé à la Première Guerre mondiale. Créé en août 1914 avec un recrutement breton, il fait partie de la 87e division d'infanterie territoriale jusqu'à sa dissolution en avril 1917.

## Création et différentes dénominations
Le régiment reçoit son numéro par décret du 19 mars 1875, en prévision de la mobilisation.

## Historique des garnisons, combats et batailles

### Première Guerre mondiale

#### 1915
En juin 1915, le régiment forme une clique de binious pour marquer son caractère breton.

## Drapeau

Dessin du revers du drapeau du d'infanterie territoriale.

Il porte, cousues en lettres d'or dans ses plis, les inscriptions suivantes :
- Flandres 1914

## Personnages célèbres ayant servi au73eRIT
- Édouard Nortier